# Fülöp német király
Sváb Fülöp (németül: Philipp von Schwaben), (1177 augusztusa – 1208. június 21.), 1196-tól sváb herceg, 1198-tól német király haláláig; IV. Braunschweigi Ottó riválisa.

## Élete

### Ifjúkora
Fülöp volt az ötödik és egyben legfiatalabb fia I. Rőtszakállú Frigyes császárnak és Beatrix burgund grófnőnek, III. Renaud burgund gróf leányának és VI. Henrik nővérének. Édesapja papnak szánta. Egyházi pályára lépve Aix-la-Chapelle elöljárója lett. 1191-ben Würzburg püspökévé nevezték ki, ám már 1192-ben visszatért a világiak közé: ennek oka az volt, elkísérte bátyját, Henriket, itáliai hadjáratára.
1195-ben Henrik neki adta Toszkánát, de mivel a terület vitatott fennhatóságú volt, III. Celesztin pápa kiközösítette. 1196-ban Svábföld hercege lett, bátyja, Konrád, halála után. 1197 májusában elvette Irene Angelinát, II. Izsák bizánci császár leányát és III. Roger szicíliai király özvegyét. A nőt, akiről Walther von der Vogelweide úgy ír, mint „a rózsa tövis nélkül, a galamb alattomosság nélkül”.
1197-ben elindult, hogy elvigye Frigyest Szicíliából a német királlyá való koronázására, amikor tudomást szerzett a császár haláláról. A hír Fülöpöt épp az Alpokon átkelőben érte. Miután Itália fellázadt a német uralom ellen, Németországba kellett visszatérnie. Itt unokaöccse, az ekkor még csak 3 éves és a nagyok által az előző évben elismert Frigyes trónutódlásának biztosításán munkálkodott.
Az ellenpárt, Adolf kölni érsek vezetésével ugyanakkor V. Bertold zähringeni herceg megválasztását készítette elő, mire Fülöp a Stauf hívek sürgetésére végül is beleegyezett trónra emelésébe. 1198. március 8-án Mühlhausenben német királlyá választották és szeptember 8-án megkoronázták Mainzban.

### Uralkodása
Ellenfelei Bertold visszalépését követően Oroszlán Henrik fiát, Ottót választották meg vele szemben. Fülöp, édesapjához hasonlóan II. Fülöp Ágost francia királlyal lépett szövetségre 1198-ban az angol támogatást élvező rivális ellen. Ugyancsak 1198-ban utódai által örökölhető koronát adományozott I. Ottokár cseh fejedelemnek annak viszonzásául, hogy az ő megválasztását ismerte el. Fülöp hatalmi támaszpontja az Ottó mellett álló Északnyugat-Németországgal szemben a későbbiekben délen lett.

### Ince pápa lépése
Elismertetésért mindkét király III. Ince pápához fordult, de miután az nem nyilatkozott egyikük mellett sem, kezdetét vette a háború. Ebben Fülöp került előnybe: elfoglalta Strassburgot, majd 1199-ben I. Hermann türingiai tartománygróf is mellé állt. A kettejük meginduló tárgyalások kudarcát követően Ince 1201-ben Ottót ismerte el, s egy legátusa kiátkozta Fülöpöt. (Fülöp szövetségesétől, II. Fülöp Ágosttól csak gyenge támogatásra számíthatott.)

### A bizánci kérdés
Még ugyanebben az évben, 1201-ben Fülöpöt meglátogatta unokatestvére I. Bonifác monteferrati márki, a Negyedik keresztes hadjárat vezetője. A keresztesek ebben az időben Velence megbízásából Zárát ostromolták az Adriai-tengeren. Bonifác pontos szándékai a Fülöppel való találkozón ismeretlenek. Fülöp udvarában találkozott a király sógorával, Alexiosz Angelosszal. Alexiosz rávette Bonifácot és később a velenceieket is, hogy a hadjáratot folytassák Konstantinápolyba, és állítsák vissza apa, II. Izsák hatalmát, akit 1195-ben III. Alexiosz, Alexiosz Angelosz és Eiréné nagybátyja megvakított és bebörtönzött.

### Forgandó állapotok
Ince pápa döntésére megindult Fülöp híveinek átáramlása az ellentáborba: elhagyta saját kancellárja, Konrád würzburgi püspök és az ingadozó jellemű türingiai tartománygróf is. A Türingiára támadó, ugyancsak pártot váltó Ottokár 1203-ban Erfurtban kis híján foglyul ejtette a királyt. A körülmények arra kényszerítették Fülöpöt, hogy megpróbáljon kibékülni a pápával – sikertelenül.
Ettől kezdve azonban Ottó hívei kezdtek elfogyatkozni. Hermann és Ottokár ismét Fülöp oldalára állt, 1204-ben pedig az addig Ottó mellett felsorakozó brabanti herceg (I. Henrik) és Adolf kölni érsek is követte példájukat.

### Újrakoronázás
Az 1205 elején lezajló aacheni gyűlésen az alsó-rajnai fejedelmek meghódoltak előtte, és január 6-án újra megkoronázták Adolf vezetésével Aix-la-Chapelle-ben, nagy ceremónia keretében. Az érsekük pálfordulását el nem ismerő kölniek kezdetben sikerrel védelmezték városukat Fülöp seregével szemben, de Ottó 1206-os wassenbergi vereségét követően 1207-ben ők is kénytelenek voltak behódolni.

### Béke
A két király között még 1207-ben Nordhausenben, majd Quedlinburgban megindultak a tárgyalások. Fülöp a Sváb Hercegséget – és egyik leánya kezét – vagy a Burgundiai Királyságot ajánlotta fel Ottó lemondásáért cserébe, amit az nem fogadott el. A tárgyalásoknak annyi eredménye lett, hogy 1208 júliusáig tartó fegyverszünetet kötöttek.
Most már az eddig Ottót támogató III. Ince pápa is hajlandó volt Fülöpöt elismerni, és 1208 márciusában valószínűsíthető volt, hogy a pápa unokaöccse elveszi Fülöp egyik leányát és megkapja a Toszkán Grófságot. Már-már úgy tűnt, vége szakad a majdnem 10 éve dúló polgárháborúnak – Fülöp arra készült, hogy leverje a lázadók utolsó próbálkozásait Braunschweig-Lüneburgban – amikor a királyt Meraniai Ekbert bambergi püspök palotájában Ottó – magánbosszúból – meggyilkoltatta.
Fülöp bátor és jóképű férfi volt a korabeli írók tanúsága szerint, akik között említhetjük Walther von der Vogelweidét is.

## Gyermekei
- Fülöp 1197. május 25-én kötött házasságot Angelosz Irénnel[7] (1181 – 1208. augusztus 27.) II. Iszaakiosz bizánci császár leányával. A házasságból 7 gyermek született:
  - Regináld[7] (? − fiatalon)
  - Beatrix [1][7] (1198 – 1212. augusztus 11.) ∞ IV. Ottó német-római császár
  - Kunigunda[7] (1200 – 1248. szeptember 13.) ∞ I. Vencel cseh király
  - Mária[7] (1201. április 3. – 1235. március 29.) ∞ II. Henrik brabanti herceg
  - Erzsébet[7] (1203 – 1235. november 5.) ∞ III. Ferdinánd kasztíliai király
  - Frigyes[7] (1206 − ?)
  - Beatrix [2][7] (1208)

## Felmenői
| Sváb Fülöp | Apja: I. Rőtszakállú Frigyes  | Apai nagyapja: II. Frigyes sváb herceg   | apai nagyapai dédapja: I. Frigyes sváb herceg        |
| Sváb Fülöp | Apja: I. Rőtszakállú Frigyes  | Apai nagyapja: II. Frigyes sváb herceg   | apai nagyapai dédanyja: Németországi Ágnes           |
| Sváb Fülöp | Apja: I. Rőtszakállú Frigyes  | Apai nagyanyja: Judith                   | Apai nagyanyai dédapja: IX. Henrik bajor herceg      |
| Sváb Fülöp | Apja: I. Rőtszakállú Frigyes  | Apai nagyanyja: Judith                   | Apai nagyanyai dédanyja: Sász Wulfhild               |
| Sváb Fülöp | Anyja: Beatrix burgund grófnő | Anyai nagyapja: III. Renaud burgund gróf | Anyai nagyapai dédapja: I. István burgund gróf       |
| Sváb Fülöp | Anyja: Beatrix burgund grófnő | Anyai nagyapja: III. Renaud burgund gróf | Anyai nagyapai dédanyja: Lotaringiai Beatrix         |
| Sváb Fülöp | Anyja: Beatrix burgund grófnő | Anyai nagyanyja: Lotaringiai Agáta       | Anyai nagyanyai dédapja: I. Simon lotaringiai herceg |
| Sváb Fülöp | Anyja: Beatrix burgund grófnő | Anyai nagyanyja: Lotaringiai Agáta       | Anyai nagyanyai dédanyja: Leuveni Adelaide           |